# Lega di Difesa Ebraica
La Lega di Difesa Ebraica (LDE, in inglese Jewish Defense League,  JDL), è un movimento politico sionista, creato nel 1968 negli Stati Uniti dal rabbino ebreo-statunitense Meir Kahane, fondatore due anni dopo del partito politico israeliano Kach. Il movimento ha fatto proseliti più tardi in vari Paesi del mondo.

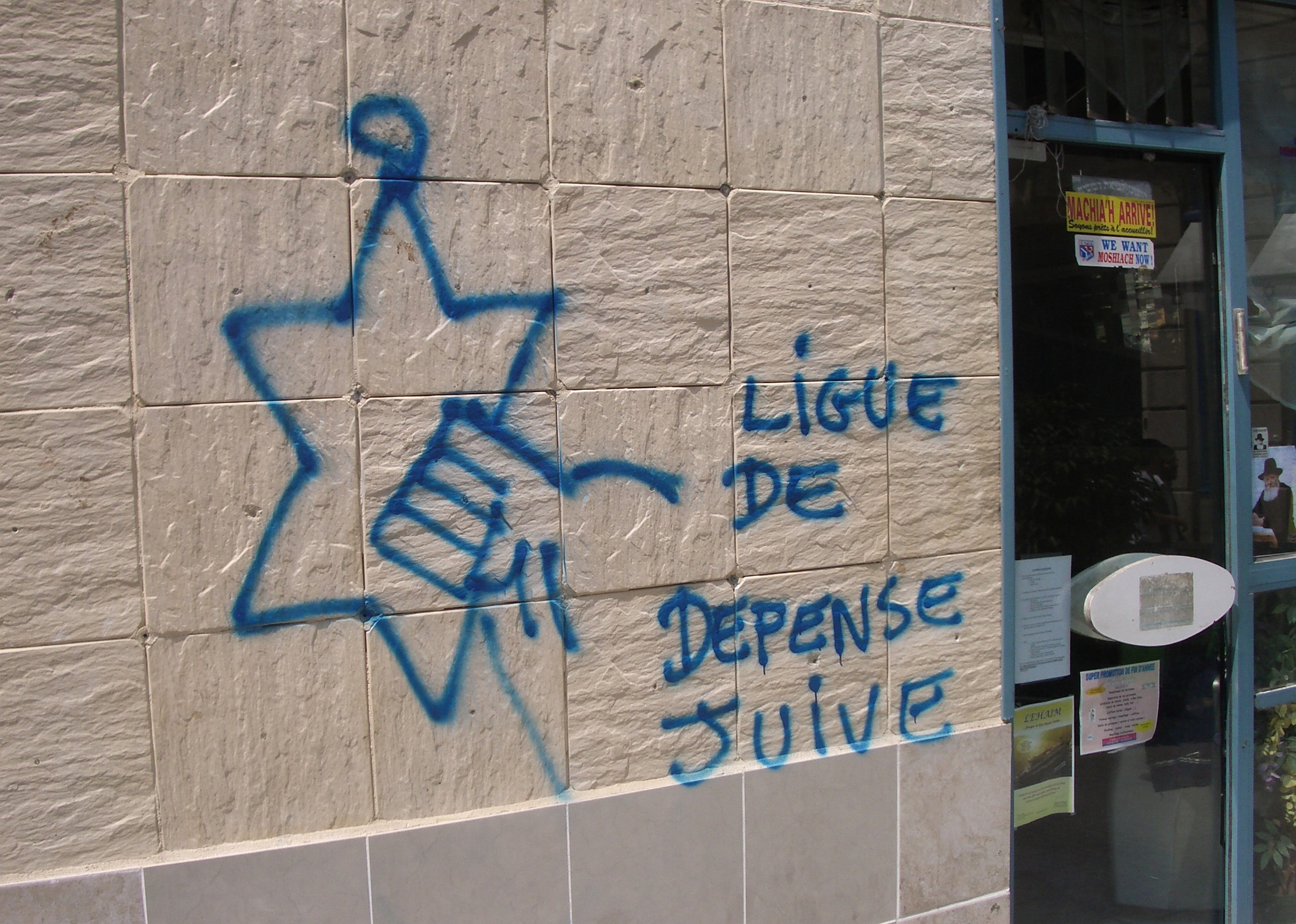
Scritte su un muro del Marais (Parigi) inneggianti alla Lega di Difesa Ebraica.

Pur presentandosi come un movimento di auto-difesa anti-razzista, e di opposizione al terrorismo viene ritenuta dal FBI come un gruppo terrorista e una organizzazione  ebraica violenta ed estremista e dal Southern Poverty Law Center come un gruppo che semina odio anti-arabo. L'organizzazione si è resa responsabile in passato di numerosi attentati e omicidi negli USA ai danni di interessi arabi e sovietici e di varie personalità considerate come "nemiche del popolo ebraico".

## Storia

### La fondazione ed i primi attentati
Venne fondata nel 1968 a New York (Stati Uniti) dal rabbino Meir Kahane, capo del movimento neosionista israeliano del Kach. All'inizio degli anni settanta, la LDE concentra la sua azione contro l'URSS, motivandola col divieto sovietico di non lasciar emigrare alla volta d'Israele i suoi cittadini di cultura ebraica. Nel settembre 1969, la LDE minaccia sei membri arabi dell'ONU di rappresaglia per il "terrorismo degli Arabi". Il 22 maggio 1970, la LDE attacca due uffici dell'OLP a New York, provocando tre feriti. Il 27 settembre 1970, due membri della LDE sono arrestati all'Aeroporto di New York "John F. Kennedy" mentre pianificano di dirottare un velivolo di una compagnia aerea araba. Il 25 novembre 1970, la LDE fa esplodere una bomba contro un ufficio della compagnia aerea sovietica Aeroflot. Il 26 gennaio 1972, la LDE incendia un immobile della Columbia Artists Management Inc. a New York, causando un morto. Lo stesso giorno fa esplodere un ordigno in un ufficio di prenotazioni di Sol Huror a New York, facendo un morto e tredici feriti.
Il 13 novembre 1974, un leader della LDE è arrestato dall'FBI per aver pubblicamente minacciato di morte Yasser Arafat. Il 30 gennaio 1975, due membri della Lega sono arrestati, come sospettati di aver dato fuoco all'autovettura del fratello di un criminale di guerra nazista. Si dichiarano di ciò colpevoli. Il 26 novembre 1976, il capo della sezione di Washington della LDE è condannato per cospirazione dopo aver mitragliato gli appartamenti di due funzionari sovietici. Il 15 agosto 1977, la Lega fa esplodere a Brooklyn un veicolo dell'associazione Jews for Jesus (Ebrei per Gesù). Il 22 giugno 1978, un membro canadese della LDE si dichiara colpevole per un attentato dinamitardo contro la casa di un neo-nazista canadese. Il 18 agosto 1978, la Lega rivendica l'incendio del quartier generale del Partito democratico a Los Angeles.
Durante la guida di Irv Rubun, il 5 aprile 1982, la LDE appicca il fuoco a un ristorante libanese a Brooklyn, facendo un morto e otto feriti. L'11 ottobre 1985, Alex Odeh, dell'American-Arab Anti-Discrimination Committee muore nell'esplosione di una bomba. Il portavoce della Lega considera che Odeh «ha avuto ciò che meritava».

### Attentati contro obiettivi sovietici
L'organizzazione fu legata a una serie di attentati contro gli interessi sovietici negli USA, per protestare contro la repressione in questo Paese degli ebrei che spesso erano imprigionati e a cui venivano negati i visti di espatrio per Israele. La LDE decise che la violenza era indispensabile per attirare l'attenzione sulla loro condizione, nella convinzione che Mosca avrebbe risposto alle pressioni statunitensi autorizzando l'immigrazione degli ebrei sovietici in Israele.
Il 29 novembre 1970 una bomba esplose davanti agli uffici di Manhattan della compagnia aerea sovietica Aeroflot. Un'informazione anonima all'Associated Press rivendicò la responsabilità del crimine e utilizzò lo slogan  «Mai più!» della LDE. Un altro attentato dinamitardo, l'8 gennaio 1971, davanti al centro culturale sovietico a Washington, fu seguito da una chiamata simile, ivi compreso lo slogan. Un portavoce della LDE negò ogni implicazione della Lega nell'attentato, ma rifiutò di condannarlo. Nel 1970 agenti sovietici inviarono lettere minatorie a missioni arabe, a nome della LDE per screditarla ulteriormente. Essi avevano ugualmente avuto la missione di inviare un pacco-bomba nella «parte negra di New York» e di addossarne la responsabilità sempre alla LDE.
Nel 1971 un membro della lega avrebbe sparato un colpo di fucile nell'ufficio della missione dell'Unione Sovietica all'ONU. Nel 1972 due membri della LDE furono arrestati e incriminati per possesso di bomba e di violazione di domicilio in un complotto mirante a far esplodere la residenza della missione sovietica all'ONU, a Long Island. Si dichiararono colpevoli e furono condannati a 3 anni di carcere l'uno e a 1 anno e un giorno l'altro. Nel 1975 il leader della Lega, Meir Kahane, fu accusato di cospirazione finalizzata al rapimento di un diplomatico sovietico, di assalto dinamitardo all'Ambasciata irachena a Washington e di traffico d'armi provenienti da Israele. Un'udienza ebbe luogo per revocare la libertà condizionata di Kahane su una questione riguardante la fabbricazione di una bomba incendiaria nel 1971. Fu riconosciuto colpevole di violazione della libertà condizionata e fu condannato a un anno di carcere.
La LDE era fortemente contrariata dal fatto che Sol Hurok facesse giungere artisti negli Stati Uniti dall'Unione Sovietica. Nel 1972 una bomba esplode in un suo ufficio di Manhattan, uccidendo una segretaria che, paradossalmente, era ebrea. Hurok e altri dodici furono feriti. Jerome Zeller della LDE fu incriminato per l'attentato.
Le attività della Lega furono condannate dai refuznik che pensavano che le azioni del gruppo rendessero meno probabile che l'URSS attenuasse le restrizioni che affliggevano i potenziali emigrati ebrei verso Israele. Il 6 aprile 1976 sei refuznik di primo piano - tra cui Vladimir Slepak, Alexander Lerner, Natan Sharansky, Iosif Begun - condannarono le attività della Lega come "terroriste", affermando che le loro «azioni costituiscono un pericolo per gli ebrei sovietici [...] dal momento che esse potrebbero essere sfruttate dalle autorità come pretesto per nuove repressioni e per l'ostilità antisemita».
Durante gli anni 1980, Victor Vancier (che fondò in seguito la Jewish Task Force) e altri due membri della Lega furono arrestati nel quadro delle indagini riguardanti 6 attentati: una bomba incendiaria su un'automobile nella residenza diplomatica sovietica nel 1984, attentati dinamitardi nell'1985 e 1986 contro autovetture dei membri di una Lega di Difesa Ebraica rivale, una bomba incendiaria in una sala in cui si esibiva l'Orchestra sinfonica della Federazione Russa nel 1986, due granate lacrimogene lanciate nel 1986 per protestare contro alcune rappresentazioni di troupe di danza sovietiche. In un incontro nel 1984 con il corrispondente del Washington Post, Carla Hall, Meir Kahane ammette che la Lega aveva «attaccato a colpi di bomba la missione russa à New York, la missione culturale russa [a Washington] nel 1971, gli uffici commerciali sovietici».

### Incitamento all'odio contro il Partito Nazista Americano
Il 16 marzo 1978 Irv Rubin dichiara, a proposito del progetto dell'American Nazi Party di sfilare a Skokie (Illinois): «Noi offriamo 500$, che ho nella mia mano, a ogni membro della comunità [...] che uccida, mutili o ferisca gravemente un membro del partito nazista americano». Rubin fu incriminato per questo appello all'omicidio ma fu prosciolto nel 1981.
Dei membri della LDE sono stati spesso sospettati di essere implicati negli attacchi ai neo-nazisti, ai negazionisti dell'Olocausto, agli antisemiti. Nel 1995, quando la residenza a Toronto di Ernst Zündel fu oggetto di un incendio di natura criminale, un gruppo che si faceva chiamare "Jewish Armed Resistance Movement" rivendicò la responsabilità del crimine. Secondo il Toronto Sun, il gruppo aveva legami con la Lega e il Kach. Il capo della branca torontina della Lega, Meir Halevi, negò ogni implicazione nell'attacco, malgrado Halevi fosse stato catturato dalla polizia cinque giorni più tardi mentre cercava di penetrare nella proprietà di Zündel. ·  Più tardi, lo stesso mese, Zündel fu il destinatario di un pacco-bomba, fatto brillare dagli artificieri della polizia di Toronto.

### L'omicidio di Alex Odeh
Alex Odeh era un arabo americano che fu assassinato l'11 ottobre 1985 da un ordigno esplosivo nel suo ufficio di Santa Ana (California). Odeh era direttore generale dell'American-Arab Anti-Discrimination Committee. Poco tempo prima del suo omicidio, Odeh era comparso sull'emittente televisiva Nightline, dove s'era trovato coinvolto in un dialogo teso con un rappresentante della Lega di Difesa Ebraica.
Irv Rubin, presidente della LDE, rilasciò numerose dichiarazioni pubbliche assai controverse: «Non ho lacrime per Odeh» - dichiarò Rubin - «Ha avuto esattamente ciò che meritava». Dichiarò del pari: «Le mie lacrime le ho versate per piangere Leon Klinghoffer». L'Anti-Defamation League e l'American Jewish Committee condannarono entrambi queste ciniche affermazioni e l'omicidio.
Quattro settimane dopo la morte di Odeh, Lane Bonner, portavoce dell'FBI, dichiarò che il Federal Bureau of Investigations attribuiva quell'attentato dinamitardo e altri due attacchi alla Lega di Difesa Ebraica. Nel febbraio del 1986, l'FBI classificò l'attentato mortale ad Alex Odeh come un'"azione terroristica". Rubin negò ogni implicazione della Lega: «Ciò che da l'FBI è semplice [...] Qualcuno chiama un'agenzia di stampa e utilizza l'espressione "Never Again" [...] e su questa base possono calunniare tutto il gruppo. È tragico».
Nel 1987 Floyd Clarke, allora direttore aggiunto dell'FBI, scrive una nota interna secondo cui i principali sospetti sono rifugiati in Israele e vivevano nella cittadina cisgiordana di Kiryat Arba (in cui viveva un certo numero di militanti attivisti ebrei, tra cui Baruch Goldstein, responsabile del massacro di Hebron del 1994).

Nel 1988 l'FBI arrestò Rochelle Manning, sospettata per un attentato con un pacco-bomba, e tradusse in giudizio suo marito Robert Manning, considerato come il principale sospetto dell'attentato contro Odeh. Entrambi erano membri della LDE. La giuria del processo che vedeva sul banco degli accusati Rochelle non giunse a una decisione e, dopo l'annullamento del processo, ella partì per Israele, ufficialmente per riunirsi al marito.
Robert Manning fu estradato nondimeno negli USA nel 1993 e fu in seguito riconosciuto colpevole di complicità nell'omicidio di Patricia Wilkerson, in un'altra esplosione dolosa. · 
William Ross, un altro membro della Lega, fu parimenti riconosciuto colpevole per la sua partecipazione all'attentato che aveva ucciso Wilkerson. Rochelle Manning fu nuovamente perseguita per la sua presunta partecipazione all'omicidio e fu imprigionata in Israele in attesa dell'estradizione ma poi morì per un attacco cardiaco nel 1994.

### Il massacro di Hebron nel 1994
Il massacro di Hebron del 1994, in cui 30 palestinesi in preghiera avevano trovato la morte per mano di un Baruch Goldstein un membro dell'organizzazione, emigrato negli USA. La Lega sostiene, in un sito web: «non abbiamo vergogna di dire che Goldstein fu membro fondatore della Jewish Defense League».

### Attentati progettati tra il 2001 ed il 2002 e la morte di Rubin
Il 12 dicembre 2001 Irv Rubin ed Earl Krugel (dirigente e membro della LDE) furono accusati di pianificare un attacco terrorista contro l'ufficio del parlamentare arabo americano Darrell Issa, sulla scia degli attentati dell'11 settembre 2001, Essi avevano ugualmente previsto di operare attacchi alla moschea "Re Fahd" a Culver City (California). Rubin venne arrestato nel 2001 mentre prepara attentati contro una moschea statunitense e l'ufficio del deputato americano del Partito Repubblicano, d'origine cristiano-libanese, Darrell Issa.
Rubin proclamò la propria innocenza. Il 4 novembre 2002, alla prigione federale "Metropolitan Detention Center" di Los Angeles (California), Rubin si tagliò la gola con un rasoio di sicurezza e saltò dalla finestra del terzo piano. Il suicidio di Rubin sarà contestato dalla vedova e dalla LDE, specie dopo che il suo coimputato si dichiarerà colpevole, coinvolgendo Rubin nel complotto. Il 4 febbraio 2003 Earl Krugel si dichiarò infatti reo di cospirazione e di possesso d'armi con la finalità di perpetrare un atto terroristico, e a suo carico fu richiesta quindi una condanna a 20 anni di reclusione. La prova essenziale contro Krugel e Rubin fu un certo numero di intercettazioni telefoniche col militante ebreo Danny Gillis, prescelto per piazzare la bomba, che aveva contattato l'FBI. Secondo un'audiocassetta, Krugel pensava che gli attentati sarebbe serviti da «campanello d'allarme» per gli Arabi. Anche Krugel morì, in carcere, ucciso da un altro detenuto il 4 novembre 2005.

### I contrasti interni e la guida Shelley Rubin
Dopo la morte di Irv Rubin nel novembre 2002, William Maniaci fu nominato presidente ad interim da Shelley Rubin. Due anni dopo la LDE aprì un aspro dibattito interno sul problema del controllo legale dell'organizzazione. Nell'ottobre 2004, Maniaci respinse la richiesta di dimettersi avanzata da Shelley Rubin, che chiedeva che Maniaci fosse dichiarato decaduto dalla sua carica e radiato. A quel punto la LDE si spaccò in due distinte fazioni, ognuna impegnata a ottenere il controllo legale della "proprietà intellettuale" dell'organizzazione. Le due tendenze operarono come realtà ben distinte, ognuna portando il medesimo nome, mentre una lunga battaglia giudiziaria si sviluppava. Nell'aprile del 2005 il nome del dominio informatico jdl.org fu sospeso da Network Solutions per un sospetto d'infrazione alle sue regole. L'organizzazione utilizzò allora il dominio jewishdefenseleague.org.
Nell'aprile 2006, fu annunciato un regolamento del conflitto interno, in base al quale i firmatari convenivano di non opporsi al «titolo di presidente permanente e di capo della direzione della Lega di Difesa Ebraica nella persona di Shelley Rubin. L'accordo conferma ugualmente che «il nome "Jewish Defense League", le sigle "JDL" e il logo "Fist and Star" sono proprietà intellettuale esclusiva della Lega. L'accordo stipulava del pari che «i nomi del dominio registrati a nome della Lega, ivi compresi "jdl.org" e "jewishdefenseleague.org", erano detenuti e sfruttati dalla LDE. Durante questo periodo il gruppo antagonista formò il B'nai Elim, che è l'ultimo dei numerosi gruppi partoriti dalla Lega in ordine di tempo. Dopo il 2006, Shelley Rubin, la vedova dell'antico leader Irv Rubin, prese a guidare l'organizzazione.

## L'ideologia
la LDE si qualifica come organizzazione di destra, ed è classificata come appartenente all'estrema destra da molti osservatori.
L'ideologia è basata sulla Torah, sul pensiero di Meir Kahane, sull'autodifesa, su Israele e l'identità ebraica. Essa afferma cinque principi: l'amore del Giudaismo, la dignità e la fierezza (che si  contrappongono all'odio antisemita sprezzante nei confronti degli ebrei), il ferro, la disciplina e l'unità, la fede nell'indistruttibilità del popolo ebraico. L'organizzazione combatte l'antisemitismo e il negazionismo. Rifiuta inoltre i matrimoni misti tra ebrei e non-ebrei e l'ateismo.
Numerosi membri della LDE erano anche membri del Kach. e anche il suo logo - formato da una stella di David e da un pugno chiuso e sollevato - derivava dal logo del Kach. La tesi di fondo della Lega e dei movimenti che si rifanno in maggiore o minor misura al Kahanismo, è che il movimento ebraico non deve rimanere passivo e sottomesso ma difendersi da solo. Se la comunità ebraica, negli anni Trenta e Quaranta, si fosse difesa in modo radicale e deciso, non sarebbe stata quasi annientata dal genocidio. La Lega conduce un impegno di difesa della comunità ebraica, tra gli altri dai neo-nazisti, e di denuncia di autori o sostenitori di ciò che essa giudica antisemita, in particolare di certi media, personalità o movimenti di estrema sinistra o di quanti a qualsiasi titolo si dichiarano antisionisti o filo-palestinesi. La Lega, al di là dei suoi intenti e dei suoi 5 principi, è peraltro aperta all'adesione dei non-ebrei.
Secondo l'organizzazione, tranne gli ebrei, non esiste storicamente alcun popolo corrispondente a un popolo palestinese. Sul suo sito web ufficiale la Lega dichiara: «La prima menzione di un "popolo palestinese" risale a dopo la guerra del 1967, quando le comunità arabofone locali... si sono attribuita retrospettivamente una "nazionalità" artificiale... desunta dalla storia ebraica...» e che «chiaramente, "palestinese", indicava "ebraico" dall'epoca romana, fino all'adozione recente da parte degli arabi di tale identità al fine di rivendicare questa terra [della Grande Israele]»". Su tale base la Lega sostiene che «il Sionismo non [deve essere] sottoposto ad alcun obbligo d'accoglimento delle rivendicazioni "palestinesi"», che «non v'è alcuna prova storica o testimonianza di alcuna categoria araba di tale sorta» e considera le rivendicazioni palestinesi come «usurpazione araba d'un titolo propriamente ebraico».

## Dati statistici
Avendo annoverato tra le sue file più di 15 000 membri, la LDE è considerata come la seconda organizzazione terroristica più diffusa e attiva negli Stati Uniti nel corso dei primi due decenni di attività.
Numerosi gruppi ebraici si sono dichiarati ostili al gruppo. Secondo un rappresentante dell'Anti-Defamation League, il gruppo viene un po' semplicisticamente descritto come composto unicamente da «mascalzoni e teppisti». Dal 2006 ad oggi i membri aderenti si sono ridotti notevolmente, sino al alcune decine.
In Italia, si trovano gruppi attivi a Roma e Milano.